# 三碘化钾
三碘化钾是一种无机化合物，化学式为KI3。它存在两种稳定的水合物KI3·H2O和KI3·2H2O。它可由碘化钾和碘在水中反应得到，在30 °C以下结晶，硫酸干燥，得到一水合物。它和(五甲基环戊二烯基)(五乙酰氧汞基环戊二烯基)钌反应，可以得到(五甲基环戊二烯基)(五碘环戊二烯基)钌。
它可以将硫化氢或硫醇氧化：
KI3 + 2 KOH + H2S → 3 KI + S + 2 H2O
KI3 + 2 KOH + RSH → 3KI + S + ROH + H2O